# Winneconne (hrabstwo Winnebago)
Winneconne – wieś w Stanach Zjednoczonych, w stanie Wisconsin, w hrabstwie Winnebago.